# Eduard Schwan
Eduard Schwan (* 12. April 1858 in Gießen; † 27. Juli 1893 ebenda) war ein deutscher Romanist.

## Leben und Werk
Die Eltern von Eduard Schwan waren der Gießener Gastwirt Hermann und dessen Frau Wilhelmine Iburg. Nach dem Abitur in Gießen studierte Schwan in Rom, Gießen, Straßburg, Paris und Breslau. An der Straßburg wurde er 1880 bei Gustav Gröber mit einer Arbeit über Philippe de Remi, sire de Beaumanoir, und seine Werke (in: Romanische Studien 4, Bonn 1880) promoviert. Er habilitierte sich 1884 mit Die altfranzösischen Liederhandschriften, ihr Verhältnis, ihre Entstehung und ihre Bestimmung. Eine literarhistorische Untersuchung (Berlin 1886) bei Alfred Tobler an der Universität Berlin, wo er anschließend als Privatdozent lehrte. Nach einer kurzen Vertretung an der Universität Greifswald war Schwan ab 1891 als Nachfolger von Dietrich Behrens außerordentlicher Professor für romanische Philologie in Jena. Ihm folgte Wilhelm Cloëtta nach. Die von ihm publizierte und von Dietrich Behrens weitergeführte altfranzösische Grammatik „Schwan-Behrens“ war ein knappes Jahrhundert lang eines der berühmtesten Lehrbücher der Romanistik.

## Weitere Werke
- Grammatik des Altfranzösischen. Laut- und Formenlehre, Leipzig 1888, 172 S., 2. Auflage 1893, 247 S., 3. Auflage durch Dietrich Behrens, 1898, 272 S., 12. Auflage 1925; Neudruck Darmstadt 1963, 1966 (Übersetzung der 4. Auflage ins Französische durch Oscar Bloch, Leipzig 1900, mit einem Vorwort von Ferdinand Brunot; 2. Auflage der Übersetzung nach der 9. deutschen Auflage, Leipzig 1913)
- Die Anfänge des modernen Romans, in: Preußische Jahrbücher 70, 1892 (15 Seiten)